# جيسي جي. فينلي
جيسي جي. فينلي هو قاضي ومحامي وسياسي أمريكي، ولد في 18 نوفمبر 1812 في لبنان في الولايات المتحدة، وتوفي في 6 نوفمبر 1904 في ليك سيتي في الولايات المتحدة. نشط حزبياً في الحزب الديمقراطي. وقد انتخب عضو مجلس ولاية أركنساس ‏ وانتخب عضو مجلس ولاية فلوريدا ‏ وانتخب عضو مجلس النواب الأمريكي.